# Srednja Tušimlja
Srednja Tušimlja (en serbe cyrillique : Средња Тушимља) est un village de Serbie situé sur le territoire de la Ville de Novi Pazar, district de Raška. Au recensement de 2011, il comptait 14 habitants.

## Démographie
| 1948 | 1953 | 1961 | 1971 | 1981 | 1991 | 2002 | 2011 |
| ---- | ---- | ---- | ---- | ---- | ---- | ---- | ---- |
| 172  | 179  | 177  | 140  | 89   | 55   | 40   | 14   |

|  |